# Pericallia centralasiae
Pericallia centralasiae är en fjärilsart som beskrevs av O. Schultz 1905. Pericallia centralasiae ingår i släktet Pericallia och familjen björnspinnare. Inga underarter finns listade i Catalogue of Life.